# Was Vater Heiniger uns erzählt

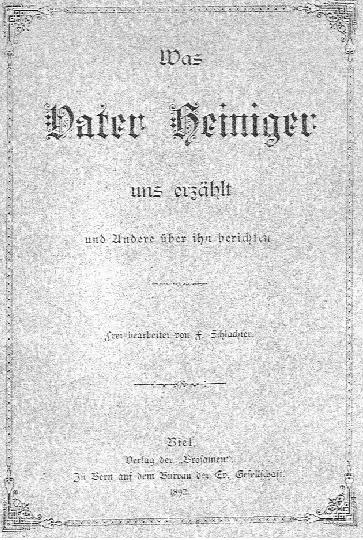
Buchtitel

Was Vater Heiniger uns erzählt ist der Titel eines kleinen Buches von Franz Eugen Schlachter über Johann Ulrich Heiniger. Es war eines seiner ersten Werke, stammt aus dem Jahr 1892 und erschien im Verlag der Brosamen von des Herrn Tisch in Bern. 

## Handlung
Erzählt wird die Geschichte von Hans-Ulrich Heiniger aus dem Emmental, an der Schattseite des oberen Wysssachengrabens. Heiniger, der am 8. Februar 1808 in Schwendihüttli geboren wurde, wuchs in ärmlichen Verhältnissen auf, weil sein kränklicher Vater als Holzschuhmacher nur ein kümmerliches Einkommen hatte. Seine Mutter musste die Familie mit durchbringen. Er erlebte in seiner Jugendzeit Hungersnöte, in denen er sich nur von Rüben ernähren konnte. Als Gelegenheitsarbeiter kam er auch mit Alkohol und Kartenspiel in Berührung. Als er beim Amtsrichter Wirth in Heimigen in Dienst trat, lernte er Pflichtbewusstsein kennen und besserte seinen Lebenswandel. Er heiratete dann «Mareili», die Magd des Nachbarn. Das Buch berichtet weiter von seinem sozialen Aufstieg über eine Stelle als Schulmeister, bis hin zu seiner Tätigkeit als Evangelist der Evangelischen Gesellschaft in Bern  und seiner Leidenszeit bis kurz vor seinem Tod am 28. Mai 1892. Am Ende des Buches folgt eine Charakteristik von Heiniger und eine Ährenlese.
Das Buch berichtet in einfachen Worten wie Heiniger als Heuchler zum Glauben kam, zum Schulmeister berufen wurde und dann als Armenpfleger arbeitete und schliesslich Evangelist der Evangelischen Gesellschaft in Bern wurde. Heiniger trifft auch mit Anton Hippin zusammen, dessen Biographie  aus Schlachtes Buch Meister Pippin bekannt ist. Er war ein eifriger Evangelist und Seelsorger, der im Laufe seines Lebens 18'914 seelsorgerische Briefe schrieb. 